# Kaarin Taipale
Kaarin Hanna Irene Taipale, född 22 juli 1948 i Helsingfors, är en finländsk arkitekt. 
Taipale utexaminerades från Eidgenössische Technische Hochschule i Zürich 1972 och var därefter verksam hos bland annat Robert A.M. Stern Architects i New York. Hon var chefredaktör för tidskriften "Arkkitehti" 1988–1991, biträdande stadsarkitekt i Helsingfors 1992–1993 och chef för Byggnadsinspektionen 1993–2003. Hon har i en rad skrifter framfört en utpräglat modernistisk ståndpunkt inom arkitektur och samhällsplanering samt varit kolumnist i flera dagstidningar. Hon utsågs 1995 till "Årets kvinna".